# یخ خشک
یخ خشک شکل جامد دی‌اکسید کربن (CO2) است. و علتی که آن را به این نام می‌خوانند این است که ظاهری مانند یخ دارد اما از خود هیچ رطوبتی بر جای نمی‌گذارد. این ماده ذوب نمی‌شود بلکه تصعید شده یعنی با افزایش دما از فاز جامد مستقیماً به فاز بخار می‌رود. در اثر این پدیده دود سفیدی ایجاد می‌شود که برای شبیه‌سازی مه یا دود در فیلم‌سازی از آن استفاده می‌شود که در واقع رطوبت هوای اطراف را به تودهٔ بخار آب تبدیل می‌کند. این ماده معمولاً به عنوان عامل سردکننده مورد استفاده قرار می‌گیرد. یخ خشک عالی با فشردن مستقیم گاز اتمسفر در دمای ثابت ۷۸٫۵- درجه سانتیگراد (−۷۸/۵ °C و -۱۰۹٫۲ °F) از حالت گاز به جامد تبدیل می‌شود. آنتالپی چگالش در ۷۸٫۵- درجه سانتیگراد ۱۹۹ کیلوژول بر کیلوگرم (199 kj/kg) است.

نمودار فاز کربن دی‌اکسید

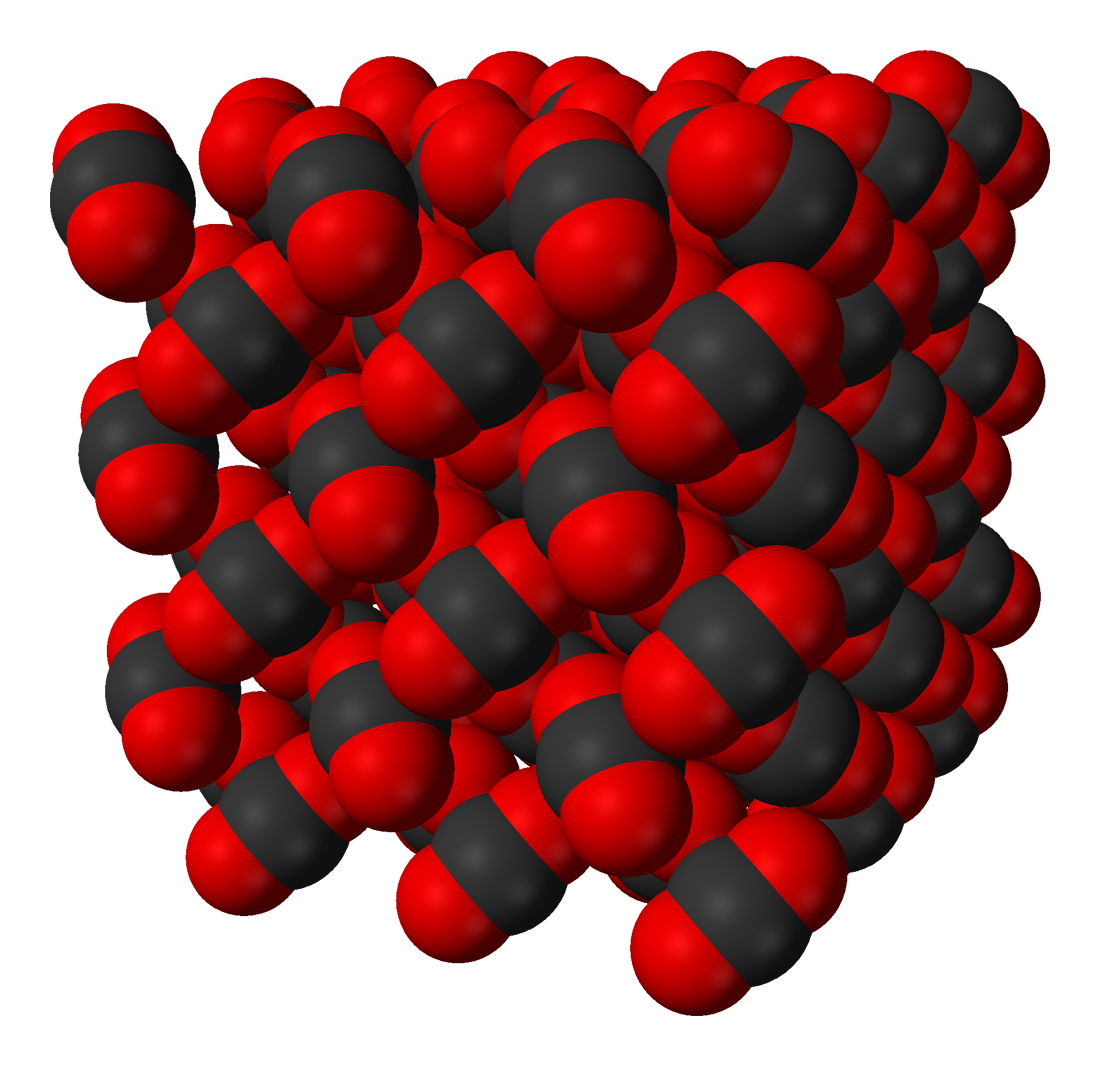
ساختار کریستالی یخ خشک

## تاریخچهٔ یخ خشک
در سال ۱۸۳۶ میلادی شیمیدانی از کشور فرانسه به نام آدرین ژان پیر پیلوریه برای نخستین بار یخ خشک را کشف کرد. او در آن دوران به نتایج و کاربردهایی دربارهٔ یخ خشک رسید که ۶۰ سال بعد توسط دانشمندان آزمایش و مشاهده شد.

## تولید
تولید یخ خشک بی‌رنگ (مرغوب) با فشرده کردن گاز دی‌اکسید کربن (CO۲) امکان‌پذیر است. روش‌های تولید یخ خشک به‌طور خلاصه به ترتیب زیر است:
1. گاز دی‌اکسید کربن خالص را زیر فشار و سرما قرار می‌دهند تا به مایع تبدیل شود.
2. در هنگام فشرده کردن مقداری از دی‌اکسید مایع تبخیر می‌شود و با پایین آمدن درجه حرارت دی‌اکسید کربن مایع، مقدار باقی مانده در نهایت به‌طور کامل از مایع به جامد تبدیل می‌شوند.

۳. در نهایت دی‌اکسید کربن جامد را که فشرده و جامد شده‌است با قالبهای کوچک یا بزرگ مکعبی، یخ خشک را بسته‌بندی می‌کنند. استانداردهای این قالب‌های مکعبی تقریباً ۳۰ کیلوگرم است.

## کاربرد
کاربردهای آن عبارت‌اند از:
- استفاده برای سرد سازی بدون یخچال در موارد پزشکی، صنایع هوایی و… برای انتقال مواد خاص
- استفاده برای جلوه‌های ویژه و ایجاد مه یا بخار
- استفاده در آزمایشگاه‌ها و مراکز علمی
- صنعت روغن
- ذخیره مواد غذایی
- صنعت پخت نان
- کندن سرامیک از کف
- پایین بردن دما در واکنش‌های شیمیایی
- تهیه نوشابه
- پزشکی
- انتقال گیاهان
- رشد گیاهان
- کند کردن واکنشهای شیمیایی
- عامل تولید فشار
- انقباض فلزات جهت فیت شدن
- چاه‌های آب
- جذب‌کننده مگس‌ها و حشرات موذی
- خنک کردن انواع نوشیدنی‌ها
- بارور کردن ابرها

## طرز تهیه یخ خشک
برای ساختن یخ خشک لازم نیست وسایل سرمایش قوی داشته باشیم. تنها کافی است دی‌اکسید کربن (با فشار بالا) داشته باشیم؛ مثلاً اگر کپسولی از CO۲ با فشاری در حدود حداقل ۷۵ بار و دمای حدود ۳۱ درجه سانتیگراد داشته باشید، چنانچه آن را برعکس کنید طوری که شیر خروجی آن در پایین قرار گیرد و سپس شیر را باز کنید، CO۲ به صورت یخ خشک از آن خارج می‌شود. علت این پدیده فرایند اختناق یا خفگی است که در آن چنانچه فشار سیالی به صورت ناگهانی کم شود دمای سیال نیز کم می‌شود (البته بسته به مقدار ضریبی به نام ضریب ژول-تامسون). از همین پدیده در یخچال برای خنک کردن گاز سردکننده استفاده می‌شود.

## کاربرد یخ خشک برای تولید باران
باروری ابرها به وسیلهٔ یخ خشک به‌طور ناگهانی در آزمایشگاه جنرال الکتریک در نیویورک کشف شد. در ۱۹۴۶ شیمیدانی به نام ونسان شافر برفی را در نزدیکی شهر نیویورک، با تزریق ۶ پوند یخ خشک به وسیلهٔ هواپیما به ابرها ایجاد کرد. از آن موقع بارور کردن ابرها به این روش برای تولید باران استفاده شد و در چین برای کاهش آلودگی هوا در زمان برگزاری المپیک ۲۰۰۸ مورد استفاده قرار گرفت. شاید بتوان این تهمت را نیز به این روش زد که آن نوعی دزدی باران باشد. در ویتنام ارتش آمریکا از این روش برای افزایش بارانهای موسمی با شعار ' گل تولید کنید نه جنگ ' استفاده شد. از دی‌اکسید کربن مایع برای از بین بردن مه در فرودگاه‌ها مورد استفاده قرار می‌گیرد. روسیه از روش بارور کردن ابرها برای ایجاد باران برای دور کردن ذرات رادیو اکتیو از اطراف مسکو استفاده می‌کند.